# Leptotarsus ferruginosus
Leptotarsus ferruginosus är en tvåvingeart. Leptotarsus ferruginosus ingår i släktet Leptotarsus och familjen storharkrankar.

## Underarter
Arten delas in i följande underarter:
- L. f. ferruginosus
- L. f. ruapehuensis